# マルチレーシングチャンピオンシップ
『マルチレーシングチャンピオンシップ』（Multi-Racing Championship）は、元気が開発、イマジニアが発売したNINTENDO 64用レースゲーム。日本では1997年7月18日、アメリカでは同年8月31日、ヨーロッパでは同年10月に発売。

## マシン

### メインマシン
イマジニア・ギャリアンGTO
- 国籍：日本

Shuan・ティグリス
- 国籍：フランス

トヨハタ・キングローダー
- 国籍：日本

カトマ・ベルノ5ターボ
- 国籍：イタリア

ライデン・メテオーラRSR
- 国籍：日本

アームストロング・DOG/V
- 国籍：フィリピン

ブロンクスGT4Vエヴォリツォーネ
- 国籍：イタリア

OCAEN・MONTANA-S4
- 国籍：イギリス

### 隠しマシン
Volcan HANNYA VH11OR
- 国籍：不明

unknown DEUS
- 国籍：不明

## コース
SEA SIDE
MOUNTAIN
DOWN TOWN